# Monte Magnola
Il monte Magnola (2.222 m s.l.m.) è una montagna appartenente al gruppo montuoso dei monti della Magnola sul versante orientale del massiccio Sirente-Velino nell'omonimo parco naturale regionale dell'appennino abruzzese. È sede dell'omonima stazione sciistica di Ovindoli (AQ).

## Descrizione

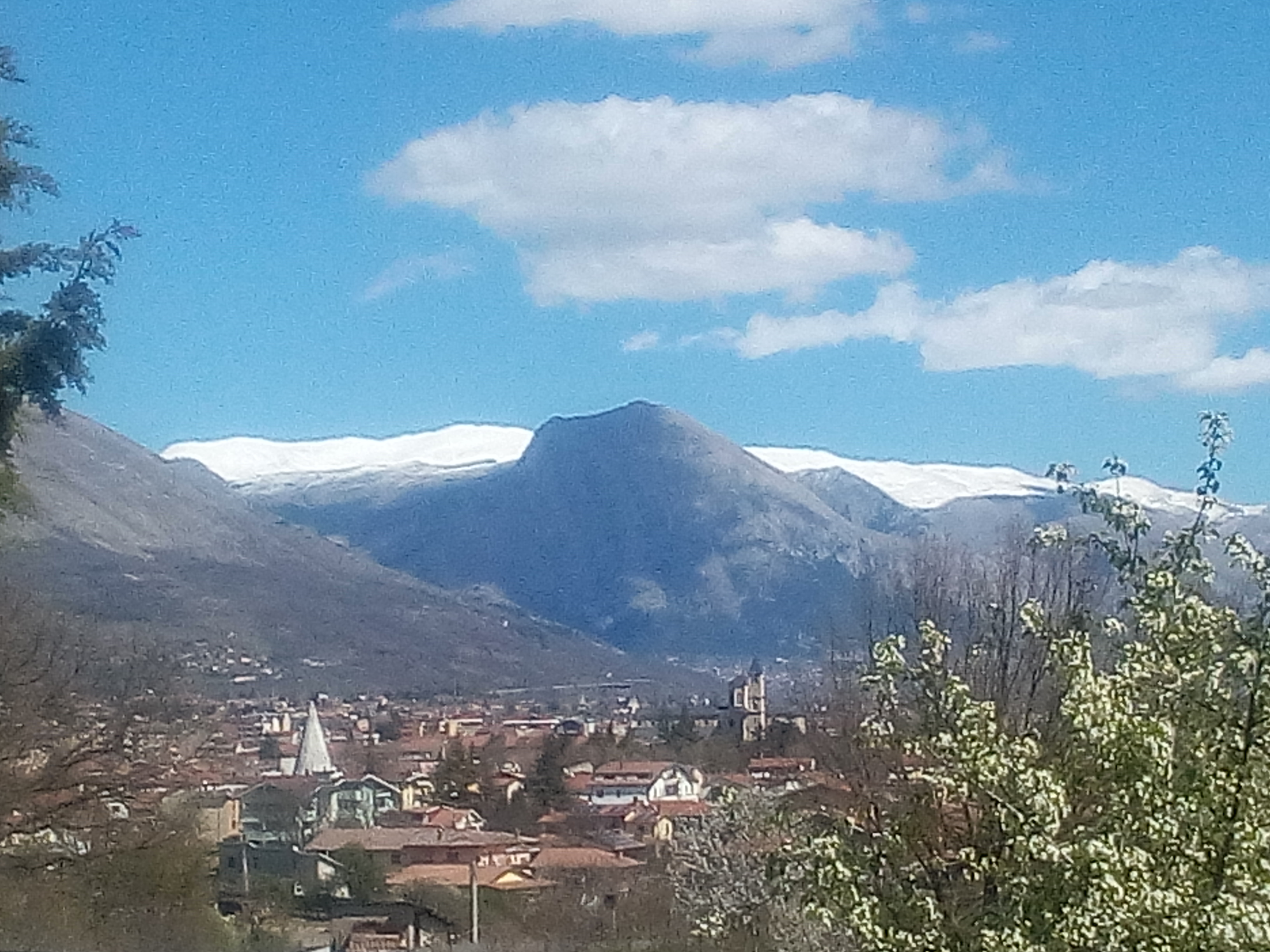
Il gruppo montuoso innevato visto da Avezzano

Assieme al gruppo montuoso omonimo si trovano al bordo meridionale dell'altopiano delle Rocche, nella località nota come piano di Ovindoli, un pianoro che si estende a circa 1400 m s.l.m. ed è circondata dal sistema dei siti di interesse comunitario dell'Abruzzo che tra il settore marsicano e l'altopiano delle Rocche include il monte Velino, il monte Sirente, la Serra di Celano, le gole di Aielli-Celano e la val d'Arano di Ovindoli. Altre aree limitrofe d'interesse naturalistico sono il monte Faito e il Pizzo di Ovindoli. L'acquedotto romano di Alba Fucens, del quale sono visibili alcune tracce, captava le acque della sorgente di Santa Eugenia a 1120 m s.l.m. del gruppo montuoso nei pressi del contemporaneo paese di Santa Jona, per portarle, lungo un canale ipogeo di circa 10 chilometri, nell'area urbana albense. dopo aver attraversato Forme e Fonte Capo la Maina.
Distante circa due chilometri dal borgo di Ovindoli, ospita una tra le più frequentate stazioni sciistiche dell'Italia centrale, progettata nel 1959 dalla società Valturvema (acronimo di Valorizzazione Turistica Velino Magnola) grazie ad Angelo Donato Tirabassi, senatore e già sindaco di Avezzano, all'alpinista Gigi Panei e al documentarista Italo Magrini; le prime infrastrutture entrarono in funzione tra il 1961 e il 1962; nel 1964 aprirono anche le prime strutture ricettive della Valturvema gestite da Gaetano Panei, fratello di Gigi; negli anni novanta l'imprenditore ravennate Giancarlo Bartolotti fondò la società "Monte Magnola Impianti" che effettuò l'ammodernamento e l'ampliamento degli impianti sportivi e delle strutture ricettive come gli alberghi e i rifugi. Ciò fu possibile anche grazie alla risoluzione di una vetusta vexata quaestio legata ai diritti vantati negli usi civici dal comune di Ovindoli e dai centri vicini di Celano, Rovere, San Potito e Santa Jona.
Nella seconda metà degli anni settanta il Centro spaziale del Fucino effettuò delle simulazioni per il progetto SIRIO nei pressi del rifugio Telespazio a circa 1980 m s.l.m.
Tra una quota compresa tra i 1450 e i 2222 m s.l.m. è possibile praticare vari sport invernali come sci, telemark e snowboard grazie ad alcune infrastrutture presenti sul monte Magnola e sul vicino monte Freddo; dal 1997 fa parte del comprensorio sciistico Tre Nevi insieme a Campo Felice (Lucoli-Rocca di Cambio) e a Campo Imperatore sul versante aquilano del Gran Sasso. Nel 2018 alle pendici del monte Magnola è stato inaugurato il parco divertimenti "Ovindoli Fun Park".
Nel 2025 è stata avviata in località valle delle Lenzuola una nuova seggiovia. L'impianto di risalita è stato intitolato al compianto direttore della società "Monte Magnola Impianti", Max Bartolotti.

### Visuale dalla vetta
Dalla vetta del monte Magnola è possibile ammirare a nord il Gran Sasso, a nord-ovest il massiccio del Velino, a sud la conca del Fucino e a est il monte Sirente, a ovest, in lontananza oltre il Fucino e i piani Palentini, i monti Carseolani, i monti Cantari e i monti Ernici, e a sud-ovest la Serra Lunga e parte dei monti Marsicani.

## Cartografia
- Rete sentieristica del Parco naturale regionale Sirente-Velino, consultabile on line
- Cartografia ufficiale italiana dell'Istituto Geografico Militare (IGM) in scala 1:25.000 e 1:100.000, consultabile on line